# Joaquin Phoenix - Io sono qui!
Joaquin Phoenix - Io sono qui! (I'm Still Here) è un film del 2010 diretto da Casey Affleck.
Si tratta di un mockumentary in cui il regista è anche interprete e coautore della sceneggiatura, ma figura anche tra i produttori e ha preso parte al montaggio e alla direzione della fotografia.
Il film è stato presentato, fuori concorso, alla 67ª Mostra internazionale d'arte cinematografica di Venezia.

## Trama
Il film racconta la vita dell'attore Joaquin Phoenix, a partire dall'annuncio dell'abbandono della sua carriera cinematografica, e descrive il suo passaggio a una carriera come artista hip hop. Durante tutto il periodo delle riprese cinematografiche Phoenix è rimasto nel personaggio durante le apparizioni in pubblico, e ciò ha fatto sì che il progetto cinematografico rimanesse oscuro al pubblico e agli addetti ai lavori.

## Promozione

### Apparizione al David Letterman Show
Nel gennaio 2009 Joaquin Phoenix, durante il periodo di promozione del suo ultimo film Two Lovers, fu ospite al David Letterman Show. Particolare interessante fu che le riprese di Joaquin Phoenix - Io sono qui! erano già cominciate e Phoenix era già completamente nel personaggio. Durante l'intervista, della durata di circa undici minuti, Phoenix è apparso stralunato e a disagio, scambiando pochissime parole con David Letterman e non argomentando nessuna delle risposte date al conduttore. Per buona parte dell'intervista ha masticato vistosamente una gomma e ha lasciato più volte perplesso Letterman, che alla fine l'ha salutato con una battuta, cioè dicendosi dispiaciuto che Phoenix non fosse effettivamente stato con lui quella sera. Letterman sul momento non intuì nulla dell'accaduto, e parte di questa intervista è stata inserita nel film.
Nel settembre 2010, dopo quasi due anni (il tempo delle riprese e della distribuzione del film), Joaquin Phoenix è ritornato al David Letterman Show, completamente sbarbato e con il suo look reale e fuori dal personaggio che interpretava nella precedente intervista. Nella nuova intervista, oltre alla promozione del nuovo film di Phoenix, è stato possibile un chiarimento inerente alla precedente apparizione del 2009.

## Distribuzione
Dopo l'anteprima alla Biennale, il falso documentario è stato distribuito negli Stati Uniti dalla Magnolia Pictures, limitatamente dal 10 settembre 2010 e in modo più esteso dal 17 settembre dello stesso anno.
In Italia è stato trasmesso su Rai 4 il 18 gennaio 2012 e distribuito in DVD a partire dal 7 febbraio 2012.